# Philippe Cury
 (mai 2022).
Il peut être nécessaire de l'améliorer pour respecter le principe de neutralité de point de vue. 

Philippe Cury est un océanographe et biologiste français dont les recherches portent sur la mer et la biodiversité marine. Directeur de recherche à l’IRD, spécialiste des questions de gestion écosystémique des ressources marines exploitées, il développe plusieurs concepts en écologie. Son expertise est régulièrement sollicitée au niveau national et international.

## Biographie
Après des études à École Nationale Supérieure d’Agronomie de Rennes, il soutient en 1989 une thèse de biomathématiques à l'université Paris 7, « Approches modélisatrices des relations a court, moyen et long termes entre la dynamique des stocks de poissons pélagiques côtiers et les fluctuations climatiques ». Il soutient son habilitation à diriger des recherches à l'université Montpellier II en 2007. Il est directeur de recherche à l'IRD.
Son expertise est sollicitée à de nombreuses reprises au niveau national et international, comme par exemple l'ONU pour le World Ocean Assessment, le Grenelle de la mer, le conseil scientifique de la Fondation pour la Recherche sur la Biodiversité (2013-2017), le conseil scientifique de l‘Institut Océanographique de Monaco (2011-2015) et le conseil scientifique de l’Agence des Aires Marines protégées (2007-2012). Il intervient régulièrement dans les médias sur les questions de pêche et de biodiversité marine,,,,.

## Hommages et distinctions
- Prix Philip Morris des Sciences de la vie en 1991[9] ;
- Médaille de la Société Océanographie de France en 1995[9] ;
- Médaille Gilchrist en 2002 pour sa contribution à la recherche océanographique sud-africaine, prix partagé avec P. Fréon et C. Roy[9] ;
- Chevalier de la Légion d'honneur en 2013[10] ;
- Prix Tregouboff de l’Académie des Sciences en 2014[2] ;
- Chevalier de l'ordre de Saint-Charles[2].

## Publications

### Ouvrages
- Philippe Cury et Daniel Pauly, Mange tes méduses ! : Reconcilier les cycles de vie et la flèche du temps, Paris, Odile Jacob, coll. « Sciences », 2013, 216 p. (ISBN 978-2-7381-2912-3, présentation en ligne)
- Philippe Cury et Yves Miserey, Une mer sans poissons, Calmann-Lévy, 2008 (ISBN 978-2-7021-3868-7)
- Agathe Euzen, Françoise Gaill, Denis Lacroix et Philippe Cury, L'océan à découvert, CNRS éditions, coll. « À découvert », 2017 (ISBN 978-2-271-11652-9)
- Raphaël Billé, Philippe Cury, Michel Loreau et Virginie Maris, Biodiversité: vers une sixième extinction de masse, la Ville brûle, coll. « 360 », 2014 (ISBN 978-2-36012-043-7)

### Articles
- (en) Ellen K Pikitch, Konstantine J Rountos, Timothy E Essington et Christine Santora, « The global contribution of forage fish to marine fisheries and ecosystems », Fish and Fisheries, vol. 15, no 1,‎ mars 2014, p. 43–64 (DOI 10.1111/faf.12004, lire en ligne, consulté le 18 septembre 2023)
- (en) Tarek Hattab, Frida Ben Rais Lasram, Camille Albouy et Chérif Sammari, « The Use of a Predictive Habitat Model and a Fuzzy Logic Approach for Marine Management and Planning », PLOS ONE, vol. 8, no 10,‎ 11 octobre 2013, e76430 (ISSN 1932-6203, PMID 24146867, PMCID PMC3795769, DOI 10.1371/journal.pone.0076430, lire en ligne, consulté le 18 septembre 2023)
- (en) Frédéric Le Manach, Christian Chaboud, Duncan Copeland et Philippe Cury, « European Union’s Public Fishing Access Agreements in Developing Countries », PLOS ONE, vol. 8, no 11,‎ 27 novembre 2013, e79899 (ISSN 1932-6203, PMID 24312191, PMCID PMC3842348, DOI 10.1371/journal.pone.0079899, lire en ligne, consulté le 18 septembre 2023)
- (en) Joseph Travis, Felicia C. Coleman, Peter J. Auster et Philippe M. Cury, « Integrating the invisible fabric of nature into fisheries management », Proceedings of the National Academy of Sciences, vol. 111, no 2,‎ 14 janvier 2014, p. 581–584 (ISSN 0027-8424 et 1091-6490, PMID 24367087, PMCID PMC3896161, DOI 10.1073/pnas.1305853111, lire en ligne, consulté le 18 septembre 2023)
- <(en) Philippe M. Cury, Ian L. Boyd, Sylvain Bonhommeau et Tycho Anker-Nilssen, « Global Seabird Response to Forage Fish Depletion—One-Third for the Birds », Science, vol. 334, no 6063,‎ 23 décembre 2011, p. 1703–1706 (ISSN 0036-8075 et 1095-9203, DOI 10.1126/science.1212928, lire en ligne, consulté le 18 septembre 2023)